# Rue Bichat
Rue Bichat (Bichatova ulice) je ulice v Paříži. Nachází se v 10. obvodu.

## Poloha
Ulice vede od křižovatky s Rue du Faubourg-du-Temple a končí na Quai de Jemmapes. Ulice je orientována od jihu na sever. Od křižovatky s Rue Alibert se stáčí k severozápadu.

## Historie
První část ulice pod názvem Rue Carême-Prenant byla otevřena 4. srpna 1824, následovalo prodloužení v roce 1836. V květnu 1840 ulice získala současný název s ohledem na blízkou nemocnici sv. Ludvíka. Marie-François-Xavier Bichat (1771-1802) byl francouzský lékař.

## Významné stavby
- domy č. 40, 40 bis a 42 patří k nemocnici Saint-Louis, která je chráněná jako historická památka.